# Sanremo-Festival 1954
Die vierte Ausgabe des Festival della Canzone Italiana di Sanremo fand 1954 vom 28. bis 30. Januar im städtischen Kasino in Sanremo statt und wurde von Nunzio Filogamo moderiert.

## Ablauf

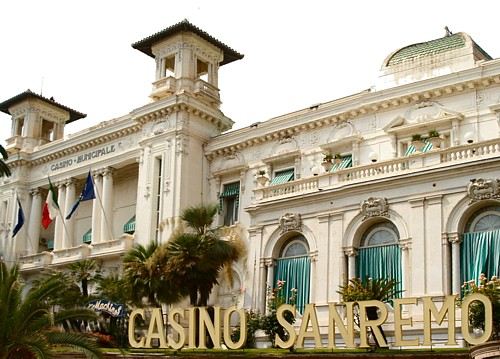
Das städtische Kasino, Veranstaltungsort des Sanremo-Festivals

Das Jahr 1954 brachte in der italienischen Medienlandschaft den offiziellen Startschuss für das Fernsehen, vom Sanremo-Festival gab es jedoch in diesem Jahr noch eine reine Radioübertragung. Die Orchester wurden von Cinico Angelini (wie gewohnt) und Neuzugang Alberto Semprini geleitet, wobei das traditionellere Orchester von Angelini deutlich beliebter war. Neu als Sänger dazu kamen Vittoria Mongardi, Natalino Otto, das Quartetto Cetra, Franco Ricci und Gianni Ravera, von den Stammteilnehmern fehlte erstmals Nilla Pizzi, die sich zuvor mit Cinico Angelini überworfen hatte. Außerdem war es die erste Ausgabe des Festivals ohne Pier Busseti, den Betreiber des Kasinos und frühen Förderer der Veranstaltung, da er im Vorjahr verstorben war.
Sonst blieb alles beim Alten: Jedes der zwanzig Lieder wurde in zwei Versionen vorgetragen, die erste Hälfte am Donnerstag, der Rest am Freitag; die vielköpfige Jury wählte je fünf Lieder aus, die für das Finale am Samstag zugelassen waren. Am Ende setzte sich das Lied Tutte le mamme durch, das von Giorgio Consolini und Gino Latilla interpretiert wurde.

## Teilnehmende Beiträge
| Platzierung | Interpret                                                          | Lied                               | Autoren                             |
| ----------- | ------------------------------------------------------------------ | ---------------------------------- | ----------------------------------- |
| 1           | Gino Latilla / Giorgio Consolini                                   | Tutte le mamme                     | Umberto Bertini, Eduardo Falcocchio |
| 2           | Achille Togliani / Katyna Ranieri                                  | Canzone da due soldi               | Pinchi, Carlo Donida                |
| 3           | Franco Ricci / Gino Latilla                                        | …e la barca tornò sola             | Mario Ruccione                      |
| 4           | Natalino Otto / Vittoria Mongardi                                  | Notturno… (per chi non ha nessuno) | Francesco Saverio Mangieri          |
| 5           | Carla Boni / Flo Sandon’s                                          | Non è mai troppo tardi             | Dino Olivieri                       |
| 6           | Quartetto Cetra / Vittoria Mongardi und Duo Fasano                 | Aveva un bavero                    | Mario Panzeri, Virgilio Ripa        |
| 7           | Gino Latilla und Duo Fasano / Katyna Ranieri und Giorgio Consolini | Sotto l’ombrello                   | Nino Casiroli                       |
| 8           | Achille Togliani / Natalino Otto                                   | Mogliettina                        | Saverio Seracini                    |
| 9           | Achille Togliani / Flo Sandon’s                                    | Con te                             | Antonio De Curtis                   |
| 10          | Achille Togliani / Natalino Otto                                   | Donnina sola                       | Simoni, Casini                      |
|             | Flo Sandon’s / Vittoria Mongardi                                   | Angeli senza cielo                 | Eros Valladi                        |
|             | Carla Boni und Gino Latilla / Quartetto Cetra                      | Arriva il direttore                | Fucilli                             |
|             | Gino Latilla / Natalino Otto                                       | Una bambina sei tu                 | Giorgio Fabor                       |
|             | Carla Boni und Duo Fasano / Giorgio Consolini                      | Berta filava                       | Wilhelm, Fiammenghi                 |
|             | Gino Latilla und Duo Fasano / Quartetto Cetra                      | Canzoni alla sbarra                | Giovanni D’Anzi                     |
|             | Carla Boni und Duo Fasano / Quartetto Cetra                        | Cirillino ci                       | Nino Rastelli, Vittorio Mascheroni  |
|             | Carla Boni / Quartetto Cetra                                       | Un diario                          | Locatelli, Bergamini                |
|             | Achille Togliani / Gianni Ravera                                   | Gioia di vivere                    | Cesare Andrea Bixio                 |
|             | Gino Latilla und Duo Fasano / Quartetto Cetra                      | Piripicchio e Piripicchia          | Tarcisio, Fusco                     |
|             | Katyna Ranieri / Vittoria Mongardi                                 | Rose (Oggi i tempi son cambiati)   | Biri, Guido Viezzoli                |

## Erfolge
Als besonders erfolgreich erwiesen sich nach dieser Ausgabe des Festivals die Lieder Aveva un bavero (Quartetto Cetra) und Canzone da due soldi (Achille Togliani und Katyna Ranieri).